# Maleise fluitlijster
De Maleise fluitlijster (Myophonus robinsoni) is een zangvogel uit de familie Muscicapidae (vliegenvangers).

## Verspreiding en leefgebied
Deze soort is endemisch op het westelijk Maleisisch schiereiland.